# 북위 9도
북위 9도는 적도에서 북쪽으로 9도 떨어진 위선이다. 아프리카, 아시아, 태평양, 북아메리카, 남아메리카, 대서양을 지난다.

## 지나가는 지역
본초 자오선에서 시작해서 동쪽 방향으로, 북위 9도선은 다음 지역을 지난다.
| 좌표                                                  | 나라, 지역, 해역    | 주석                                                                                    |
| ----------------------------------------------------- | ------------------- | --------------------------------------------------------------------------------------- |
| 북위 9° 0′ 동경 0° 0′  / 북위 9.000° 동경 0.000°      | 가나                |                                                                                         |
| 북위 9° 0′ 동경 0° 28′  / 북위 9.000° 동경 0.467°     | 토고                |                                                                                         |
| 북위 9° 0′ 동경 1° 38′  / 북위 9.000° 동경 1.633°     | 베냉                |                                                                                         |
| 북위 9° 0′ 동경 2° 47′  / 북위 9.000° 동경 2.783°     | 나이지리아          | 아부자 바로 남쪽을 지나감                                                               |
| 북위 9° 0′ 동경 12° 51′  / 북위 9.000° 동경 12.850°   | 카메룬              |                                                                                         |
| 북위 9° 0′ 동경 14° 34′  / 북위 9.000° 동경 14.567°   | 차드                |                                                                                         |
| 북위 9° 0′ 동경 19° 3′  / 북위 9.000° 동경 19.050°    | 중앙아프리카 공화국 |                                                                                         |
| 북위 9° 0′ 동경 23° 28′  / 북위 9.000° 동경 23.467°   | 수단                | 약 11km                                                                                 |
| 북위 9° 0′ 동경 23° 34′  / 북위 9.000° 동경 23.567°   | 중앙아프리카 공화국 | 약 3km                                                                                  |
| 북위 9° 0′ 동경 23° 35′  / 북위 9.000° 동경 23.583°   | 수단                |                                                                                         |
| 북위 9° 0′ 동경 24° 33′  / 북위 9.000° 동경 24.550°   | 남수단              |                                                                                         |
| 북위 9° 0′ 동경 34° 8′  / 북위 9.000° 동경 34.133°    | 에티오피아          | 아디스아바바를 통과함                                                                   |
| 북위 9° 0′ 동경 44° 0′  / 북위 9.000° 동경 44.000°    | 소말리아            | 소말릴란드를 통과함                                                                     |
| 북위 9° 0′ 동경 50° 34′  / 북위 9.000° 동경 50.567°   | 인도양              | 아라비아해를 통과함                                                                     |
| 북위 9° 0′ 동경 76° 31′  / 북위 9.000° 동경 76.517°   | 인도                | 케랄라주 타밀나두주                                                                     |
| 북위 9° 0′ 동경 78° 16′  / 북위 9.000° 동경 78.267°   | 인도양              | 만나르만                                                                                |
| 북위 9° 0′ 동경 79° 51′  / 북위 9.000° 동경 79.850°   | 스리랑카            | 만나르섬과 본토                                                                         |
| 북위 9° 0′ 동경 80° 57′  / 북위 9.000° 동경 80.950°   | 인도양              | 벵골만 인도 카르니코바르섬 바로 남쪽을 지나감 안다만해                                  |
| 북위 9° 0′ 동경 98° 15′  / 북위 9.000° 동경 98.250°   | 태국                | 꼬코카오섬과 본토                                                                       |
| 북위 9° 0′ 동경 99° 56′  / 북위 9.000° 동경 99.933°   | 타이만              |                                                                                         |
| 북위 9° 0′ 동경 104° 48′  / 북위 9.000° 동경 104.800° | 베트남              |                                                                                         |
| 북위 9° 0′ 동경 105° 25′  / 북위 9.000° 동경 105.417° | 남중국해            | 스프래틀리 군도를 통과함                                                                |
| 북위 9° 0′ 동경 117° 37′  / 북위 9.000° 동경 117.617° | 필리핀              | 팔라완섬                                                                                |
| 북위 9° 0′ 동경 118° 4′  / 북위 9.000° 동경 118.067°  | 술루해              |                                                                                         |
| 북위 9° 0′ 동경 123° 0′  / 북위 9.000° 동경 123.000°  | 보홀해              |                                                                                         |
| 북위 9° 0′ 동경 124° 48′  / 북위 9.000° 동경 124.800° | 필리핀              | 민다나오섬                                                                              |
| 북위 9° 0′ 동경 124° 53′  / 북위 9.000° 동경 124.883° | 보홀해              | 진공만                                                                                  |
| 북위 9° 0′ 동경 125° 10′  / 북위 9.000° 동경 125.167° | 필리핀              | 민다나오섬                                                                              |
| 북위 9° 0′ 동경 125° 16′  / 북위 9.000° 동경 125.267° | 보홀해              | 부투안만                                                                                |
| 북위 9° 0′ 동경 125° 29′  / 북위 9.000° 동경 125.483° | 필리핀              | 민다나오섬                                                                              |
| 북위 9° 0′ 동경 126° 16′  / 북위 9.000° 동경 126.267° | 태평양              | 미크로네시아 연방 나모누이토 환초 바로 북쪽을 지나감                                    |
| 북위 9° 0′ 동경 165° 38′  / 북위 9.000° 동경 165.633° | 마셜 제도           | 우자에 환초를 통과함                                                                    |
| 북위 9° 0′ 동경 165° 43′  / 북위 9.000° 동경 165.717° | 태평양              | 마셜 제도 라에 환초 바로 북쪽을 지나감                                                  |
| 북위 9° 0′ 동경 167° 34′  / 북위 9.000° 동경 167.567° | 마셜 제도           | 콰잘레인 환초를 통과함                                                                  |
| 북위 9° 0′ 동경 167° 44′  / 북위 9.000° 동경 167.733° | 태평양              | 마셜 제도 에리쿠브 환초 바로 남쪽을 지나감 마셜 제도 말로엘라프 환초 바로 북쪽을 지나감 |
| 북위 9° 0′ 서경 83° 38′  / 북위 9.000° 서경 83.633°   | 코스타리카          |                                                                                         |
| 북위 9° 0′ 서경 82° 46′  / 북위 9.000° 서경 82.767°   | 파나마              | 치리퀴 제도를 통과함                                                                    |
| 북위 9° 0′ 서경 81° 42′  / 북위 9.000° 서경 81.700°   | 카리브해            |                                                                                         |
| 북위 9° 0′ 서경 80° 44′  / 북위 9.000° 서경 80.733°   | 파나마              | 파나마시티 외곽을 통과함                                                                |
| 북위 9° 0′ 서경 79° 29′  / 북위 9.000° 서경 79.483°   | 태평양              | 파나마만                                                                                |
| 북위 9° 0′ 서경 79° 7′  / 북위 9.000° 서경 79.117°    | 파나마              |                                                                                         |
| 북위 9° 0′ 서경 77° 45′  / 북위 9.000° 서경 77.750°   | 카리브해            | 다리엔만                                                                                |
| 북위 9° 0′ 서경 76° 16′  / 북위 9.000° 서경 76.267°   | 콜롬비아            |                                                                                         |
| 북위 9° 0′ 서경 72° 44′  / 북위 9.000° 서경 72.733°   | 베네수엘라          |                                                                                         |
| 북위 9° 0′ 서경 60° 49′  / 북위 9.000° 서경 60.817°   | 대서양              |                                                                                         |
| 북위 9° 0′ 서경 13° 17′  / 북위 9.000° 서경 13.283°   | 시에라리온          |                                                                                         |
| 북위 9° 0′ 서경 10° 36′  / 북위 9.000° 서경 10.600°   | 기니                |                                                                                         |
| 북위 9° 0′ 서경 7° 55′  / 북위 9.000° 서경 7.917°     | 코트디부아르        |                                                                                         |
| 북위 9° 0′ 서경 2° 39′  / 북위 9.000° 서경 2.650°     | 가나                |                                                                                         |

## 같이 보기
- 북위 8도
- 북위 10도